# Diachus subopacus
Diachus subopacus är en skalbaggsart som beskrevs av Schaeffer 1906. Diachus subopacus ingår i släktet Diachus och familjen bladbaggar. Inga underarter finns listade i Catalogue of Life.